# Бродский, Яша
Яша Бродский (нем. Jascha Brodsky; 6 июня 1907, Харьков — 3 марта 1997, Флорида) — американский скрипач и музыкальный педагог российско-еврейского происхождения.

## Биография
С 6-летнего возраста учился игре на скрипке у отца-скрипача. Позднее учился в Тифлисской консерватории, успешно выступал в СССР.
С 1926 г. Бродский совершенствовал своё мастерство в Париже под руководством сначала Люсьена Капе, а затем Эжена Изаи. Известно, что в это время он продолжал концертировать, исполняя, в частности, первый концерт Сергея Прокофьева с оркестром под управлением автора.
В 1930 году Яша Бродский приехал в Америку для занятий у Ефрема Цимбалиста в Кёртисовском институте музыки. Вместе с тремя другими студентами Бродский начал играть в квартете, позднее получившем название Кёртисовского струнного квартета, — этот коллектив с Бродским в качестве бессменной первой скрипки просуществовал до 1981 года, когда был распущен в связи с кончиной столь же бессменного альтиста Макса Ароноффа. Среди других музыкантов, с которыми Бродскому довелось выступать в ансамбле, были пианист Владимир Горовиц, скрипачи Натан Мильштейн и Миша Эльман.
Сразу по окончании Кёртисовского института в 1932 году Бродский был приглашён туда же преподавать, а в дальнейшем и возглавил факультет скрипки, которым руководил до 1996 года. Среди его учеников такие известные музыканты, как Хайме Ларедо, Надя Салерно-Зонненберг, Хилари Хан, Лейла Йозефович, Сигрун Эдвальдсдоттир. Независимо от этого Бродский и Аронофф основали в 1943 г. в Филадельфии Новую школу музыки, которая специализировалась на подготовке музыкантов преимущественно для ансамблевой карьеры. В 1986 году Новая школа музыки вошла в состав Университета Темпл, в котором Бродский сохранил звание почётного профессора.